# دلارا
دلارا (انگلیسی: Dallara) شرکت خودروسازی ایتالیایی است، که در سال ۱۹۷۲ توسط جیان پائولو دلارا تأسیس شد.